# Hylaeus capitosus
Hylaeus capitosus is een vliesvleugelig insect uit de familie Colletidae. De wetenschappelijke naam van de soort is voor het eerst geldig gepubliceerd in 1876 door Smith.